# Phenacoccus hakeae
Phenacoccus hakeae är en insektsart som beskrevs av Williams 1985. Phenacoccus hakeae ingår i släktet Phenacoccus och familjen ullsköldlöss. Inga underarter finns listade i Catalogue of Life.